# Spolek přátel Rumburku
Spolek přátel Rumburku je občanské sdružení, které vzniklo 10. prosince 2013.
V roce 2014 se s účinností nového občanského zákoníku toto sdružení stalo spolkem. Cílem spolku je zapojit více občanů do veřejného života v Rumburku a jeho přilehlém okolí. Spolek se zaměřuje zejména na témata z oblasti historie, kultury, životního prostředí a další oblasti, které se bezprostředně dotýkají regionu, města Rumburku a jeho občanů. Spolek se hlásí k odkazu vzdělávacího spolku Humboldt založeného již v roce 1865, který byl hlavním iniciátorem založení Městského vlastivědného muzea v Rumburku dne 15. května 1902.

## Založení spolku
Na úplném počátku byla myšlenka založit v Rumburku vlastivědný spolek, který by se zabýval historií, ochranou památek a dalšími osvětovými akcemi podobně jako Kruh přátel muzea Varnsdorf v sousedním Varnsdorfu.
Byla oslovena přibližně dvacítka rumburských občanů, kteří se aktivně zajímají o Rumburk a jeho historii, z nichž se zformovala skupina těch, kteří byli ochotni nabídnout svůj čas a znalosti ve prospěch vznikajícího spolku. Činnost této pracovní skupiny vyústila v ustavující členskou schůzi, jež se uskutečnila v úterý 26. listopadu 2013 v zasedacím sále Městské knihovny v Rumburku při účasti 12 zakládajících členů a jednoho hosta. Na ustavující schůzi Spolku přátel Rumburku byly schváleny stanovy spolku a členové přípravné skupiny byli zvoleni funkcionáři.
Úřední registrace Spolku přátel Rumburku proběhla ještě ve starém právním režimu (jako občanské sdružení) na Ministerstvu vnitra ČR dne 10. prosince 2013.

## Činnost spolku
Činnost je zaměřena na realizaci akcí pro veřejnost zejména přednášek a naučných vycházek z oblasti historie, životního prostředí a kultury. Řada z nich měla takový ohlas, že se v dalších letech dočkaly pokračování nebo opakování.

### Vycházka za rumburskými betlémy
Každoroční akce v čase vánočním či povánočním pořádaná s Loretou Rumburk, jejíž náplní jsou prohlídky betlémů u místních majitelů Jaroslava Blažka, a Jaroslava Pšeničky, prohlídku kostelního betléma v děkanském kostele sv. Bartoloměje, klášterního betléma v kostele sv. Vavřince u Lorety v Rumburku a mechanického betlému Jiřího Cobla st. v Dolních Křečanech.

### Srovnávací fotografie Rumburku
Jedná se o pokračující sérii promítání srovnávacích fotografií města Václava Jelínka s komentářem Jaroslava Hockého. Promítání přibližuje staré fotografie míst, budov a ulic města Rumburku a okolí v porovnání se současnou podobou. Srovnávací fotografie jsou často foceny ze stejného místa a úhlu, ovšem to už v některých případech není možné.

### Den otevřených podstávkových domů
Opakovaná akce "Den otevřených podstávkových domů v Rumburku" pořádaná samostatně nebo v rámci mezinárodní akce Den otevřených podstávkových domů. Jedná se o komentovanou prohlídku souboru podstávkových domů ve Šmilovského ulici v Rumburku, které byly prohlášeny za vesnickou památkovou rezervaci roku 1995. Osmnáct dochovaných roubených podstávkových domů bylo postaveno v letech 1786–1805. Součástí prohlídky je zpřístupněný podstávkový dům čp. 879/27, kde je umístěna výstava historických fotografií domu a celé ulice a dále historických stavebních plánů.

### Ukliďme svět, ukliďme Česko!
„Ukliďme svět, ukliďme Česko“ je celorepubliková dobrovolnická úklidová akce, která vznikla z podnětu Spolku Ekosomák po vzoru světového hnutí „Let's do it“ původně jako akce „Ukliďme Česko”, jejímž cílem je uklidit nelegální černé skládky a nepořádek. Od roku 2016 došlo ke spojení se Svazem ochránců přírody, který dlouhodobě organizoval akci „Ukliďme svět“ a vznikla společná úklidová akce „Ukliďme svět, ukliďme Česko“. V rámci akce je v Rumburku zajištěn a realizován úklid lesa v blízkosti Pstružného potoka a naučné stezky na Dymník.

### Úklid řeky Mandavy
Od roku 2015 každoroční akce členů spolku, kdy je každý rok vyčištěna vytyčená část koryta a břehů řeky Mandavy ve městě Rumburk od plastů a ostatního odpadu. Sesbíraný odpad je pak odvezen ve spolupráci s Městským úřadem Rumburk.

## Organizace spolku
Po založení měl spolek tři orgány. Členskou schůzi jako nejvyšší orgán spolku, správní výbor jako tříčlenný kolektivní statutární a revizora jako individuální kontrolní orgán. Po necelých třech letech došlo k přehodnocení této struktury a členská schůze odhlasovala rozšíření kolektivního statutárního orgánu, zrušila funkci revizora a sama převzala kontrolu nad činností správního výboru.

### Organizace od roku 2016
V současnosti má Spolek přátel Rumburku jen dva orgány – členskou schůzi a správní výbor.
Členská schůze je shromážděním všech členů a je nejvyšším orgánem spolku. Mezi jinými pravomocemi rozhoduje o složení statutárního orgánu spolku, určuje hlavní směřování spolkové činnosti, rozhoduje o změně stanov spolku a má kontrolní funkci.
Správní výbor je kolektivním statutárním orgánem spolku, rozhoduje vždy v plénu. Má pět členů, kteří jsou volení členskou schůzí na pět let. Členové správního výboru si na své první schůzi volí ze svého středu předsedu, místopředsedu a hospodáře. Správní výbor spravuje majetek spolku, řídí jeho činnost a zastupuje spolek navenek.
Předseda správního výboru jedná za spolek na základě rozhodnutí správního výboru, vede zasedání členské schůze i správního výboru. Každoročně předkládá členské schůzi ke schválení výroční zprávu spolku. Místopředseda správního výboru zastupuje předsedu správního výboru v jeho nepřítomnosti a stará se o písemnosti spolku. Vede seznam členů, zodpovídá za spisovou službu a archivaci dokumentů vzniklých na základě činnosti spolku. Hospodář správního výboru má na starosti hospodaření s finančními prostředky spolku podle platných právních předpisů, spravuje pokladnu spolku a každoročně předkládá členské schůzi ke schválení účetní závěrku spolku.

## Café Henke
Jedná se významnou rumburskou kulturní památku, někdejší kavárnu a cukrárnu Café Henke (čp. 3) a vedlejší bývalou Italskou vinárnu (pozdější prodejna polotovarů a cukrárna, čp. 4) v Rumburku na pěší zóně.
Historie budovy sahá až do 18. století i dál. Vazba se jménem Henke se datuje k roku 1898, kdy se stává vlastníkem budovy Franz Henke a nechává objekt přestavět do dnešní podoby a účel budovy je od té doby již jen pohostinství. Právě Franz Henke pověřil přestavbou budovy architekta Emila Röslera. Rösler byl ovlivněn německou architekturou, i proto stavba zejména v našem kraji působí výjimečně. Modernizace a přistavování bylo motivováno také konkurencí se sousední Clignonovou vinárnou, tzv. Italkou, která pochází také z konce 18. století. Po roce 1945 dochází k zestátnění budovy Cafe Henke a sloučení s budovou Clignonovy vinárny, s níž je funkčně propojena. Provozovatelem jsou s různými obměnami názvu a sídla Restaurace a jídelny. Název Café Henke byl po válce nepřijatelný, proto jej vystřídal název Krym, který vydržel až do roku 1989, jen v roce 1968 byl název Svoboda. Po revoluci v roce 1989 vlastnila objekt firma Wika, za jejíž působnosti vznikl výběrovou soutěží název Venuše. V roce 1992 byl objekt prodán firmě Sever-Šípek, postupně přestávaly být využívány jednotlivé části a roku 2004 byl celý komplex zavřen.
Začátkem roku 2008 byl Ministerstvem kultury komplex prohlášen za kulturní památku. Cafe Henke je jedinou z rumburských staveb zapsanou v seznamu nejohroženějších památek ČR.
Budova Café Henke je se svolením majitele Jiřího Kováře sídlem Spolku přátel Rumburku.